# Sabri Jaballah
Sabri Jaballah (arabe : صبري جبالله), né le 28 juin 1973, est un footballeur tunisien.
Il évolue avec différents clubs tunisiens comme l'Avenir sportif de La Marsa, le Club africain, le Club sportif sfaxien et le Stade tunisien.
Il dispute la coupe du monde 1998 et la phase qualificative de la coupe du monde 2002, ainsi que les Jeux olympiques d'été de 1996.

## Palmarès
- Vainqueur de la coupe de Tunisie : 2000 (Club africain)
- Participation à la coupe du monde 1998 ( Tunisie)
- Participation aux Jeux olympiques d'été de 1996 ( Tunisie)